# ノースストラドブローク島

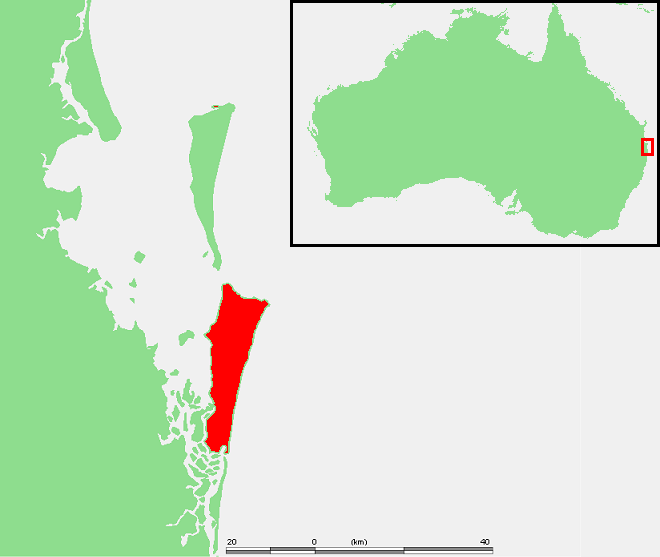

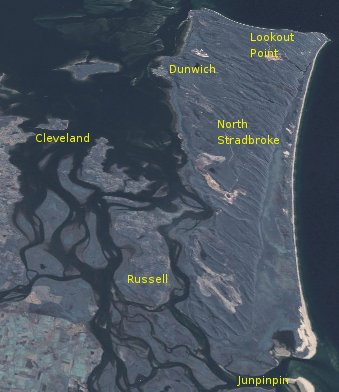
NASA 衛星写真

ノースストラドブローク島（North Stradbroke Island）は、オーストラリア、クイーンズランド州都ブリスベンから東に30kmに位置する世界で2番目の面積をもつ砂島である。

## 概要
1896年以前は、"ストラドブローク島" の一部だったが、その年の嵐により北島・南島（サウス・ストラドブローク島）の2島になる。
- 南北長：38km
- 東西幅：12km

島内にはダニッチ、アミティ・ポイント、ポイント・ルックアウトの三カ所のサバーブがある。ダニッチが最も大きい町で、フェリー乗り場もありノースストラドブローク島の玄関口となっている。アミティ・ポイントは一番小さい街であるが、釣り人が多く訪れる。ポイント・ルックアウトは太平洋に面しており、サーフィンのポイントにもなっているほか、ホエールウォッチングが陸上から出来る場所もあるなど、もっとも観光地化の進んだ場所である。
人口は3000人ほどであり、またアボリジニのMurri族、Quandamooka族が現在も生活している。
オーストラリアではストラディの愛称で呼ばれることが多い。

## 交通
クリーヴランドから島西部のダニッチにフェリー、及び水上バスが数社によって運行されている。
水上バス（ただし、英語ではWater Taxiと呼ばれる）運営会社が、最寄りのクリーブランド駅から水上バス乗り場までの無料の送迎サービスを行っている。
ノースストラドブローク島内ではバスが運行され、ダニッチ、アミティ・ポイント、ポイント・ルックアウトの各地を回る。

## 観光
観光客が多く訪れる場所はポイント・ルックアウト周辺であり、リゾートホテルも多数存在する。
6月から11月にはクジラが回遊してきて、ポイント・ルックアウトにあるルックアウト岬からホエール・ウォッチングが出来るほか、ルックアウト岬からはウミガメ、イルカ、マンタなどを観察することができる。
ダイビングのポイントが島周辺域に数カ所あり、特に島東側のポイント・ルックアウトの近くにはマンタが生息することで有名なダイビング・ポイントがある。
その他にシーカヤック、サーフィン、釣り、サイクリング、ブッシュウォーキングが楽しめ、ブリスベンやゴールドコーストからもツアーが催されている。
ノースストラドブローク島とサウスストラドブローク島の間のジャンピンピン水路は流れが速く釣り人が訪れる。しかしながらここに行くためには4DWで行くか、ボートで行くかしかない上に、浜での釣りは制限されている。
なお、北のモートン島ほどには観光地化されていない。

## 自然
島内には淡水湖がいくつかあり、特にブルー湖周辺はブルーレイク国立公園に指定されている。その他に、ティーツリーと呼ばれるフトモモ科の一種の成分によって茶色く染まったブラウン湖、東のメインビーチから数百mの所に細長く存在する18マイル湿地などがある。ブラウン湖にはもともと魚は生息していなかったが、近年になってカダヤシが持ち込まれた。また、カンガルーやコアラが生息している。
西側のモートン湾はジュゴンやウミガメの生息地となっているほか、東の太平洋にはマンタやイルカが生息し、6月から11月には繁殖のためにクジラが周遊してくる。東海岸のメインビーチは許可を得ることにより4WDで走ることが出来る。また、鳴き砂の浜である。
ノースストラドブローク島は亜熱帯であり、年間を通しての平均気温は約23度である。夏期は38度から22度の間、冬期は13度から18度の間である。